# Pylaisiadelpha
Pylaisiadelpha là một chi rêu trong họ Sematophyllaceae.